# Майкъл Грант (писател, р.1954)
Майкъл Грант (на английски: Michael Grant) е много плодовит американски писател на произведения в жанровете фентъзи, научна фантастика, трилър и детска литература.
Пише със съпругата си под съвместния псевдоним К. А. Апългейт (K. A. Applegate), отзиви и за ресторанти и новини под псевдонима Майкъл Робинсън (Michael Robinson) и публицистика под истинското си име Майкъл Рейнолдс (Michael Reynolds).

## Биография и творчество
Роден е на 26 юли 1954 г. в Лос Анджелис, Калифорния, САЩ. Баща му е военен, заради което учи в 10 училища в 5 щата, 3 училища във Франция, както и в Италия и на Азорските острови. Напуска училище на 15-годишна възраст.
След това получава работа в Toys R Us с фалшива лична карта, която получава, като се записва за набор (по време на войната във Виетнам). След 3 месеца напуска и пътува до Европа в продължение на 3 месеца. Номадският му живот продължава и след това, което го насочва към писателска кариера, която не е обвързана с определено работно място.
Започва да пише книги за свръхестественото за младежката аудитория заедно със съпругата си под псевдонима К. А. Апългейт. Добиват известност с поредицата си „Аниморфи“. Пише също за политическата медийна сцена, ревюта на ресторанти и за документални филми.
По-късно започва да пише самостоятелно. Първият му роман „Изгубен“ от едноименната поредица е издаден през 2008 г. Историята се развива в близкото бъдеще в апокалиптична дистопична Америка, където необяснима катастрофа води до „изчезване“ на всички възрастни, оставяйки достатъчно младите, за да оцелеят, лице в лице с широк набор от предизвикателства, които се справят със смесени резултати. Някои оцелели развиват психически сили, някои стават герои, други живеят в гигантска крепост, а много са засегнати от опасна болест. Книгата и поредицата се счетат за най-доброто му произведение.
През 2012 г. е издаден първият му роман „БЗМЦ“ от едноименната поредица. Това е името на група тийнейджъри, компютърни хакери, и е история за близкото бъдеще, която се развива на различни места, включително в битка в свят на технологии и информационни системи, осезаем на нивото на и чрез нанотехнологиите.
Майкъл Грант живее със семейството си в Тибурон, Калифорния.

## Произведения

### Поредица „Тайната на Нина“ (Making Out)[6]
фентъзи поредица от 28 романа, написани и издадени в периода 1994 – 1998 г. съвместно от него и съпругата му, и други призрачни писатели, под псевдонима К. А. Апългейт.
1. Zoey Fools Around (1994)
2. Jake Finds Out (1994)
Джейк узнава истината, изд.: ИК „ЕРА“, София (1996), прев. Евгения Георгиева
3. Nina Won't Tell (1994)
4. Ben's in Love (1994)
5. Claire Gets Caught (1994)
6. What Zoey Saw (1994)
7. Lucas Gets Hurt (1998)
8. Aisha Goes Wild (1994)

следващите книги от поредицата (9 – 28) са написани от призрачни писатели

### Поредица „Аниморфи“ (Animorphs)
научнофантастична и фентъзи поредица от 54 романа написани и издадени в периода 1996 – 2001 г. съвместно от него и съпругата му, както и от други призрачни писатели, под псевдонима К. А. Апългейт.

### Поредица „Вечен свят“ (Everworld)
фентъзи поредица от 12 романа написани и издадени в периода 1999 – 2001 г. съвместно от него и съпругата му под псевдонима К. А. Апългейт.

### Поредица „Изгубен“ (Gone)
1. Gone (2008) [1][2]
2. Hunger (2009)[3][4]
3. Lies (2010)
4. Plague (2011)
5. Fear (2012)
6. Light (2013)
7. Monster (2017)[2]
8. Villain (2018)[2]
9. Hero (2019)

### Поредица „Великолепните дванадесет“ (Magnificent Twelve)
1. The Call (2010)[1]
2. The Trap (2011)[3]
3. The Key (2012)
4. The Power (2013)

### Поредица „БЗМЦ“ (BZRK)
- BZRK Origins (2013) – предистория

1. BZRK (2012)[2][3][4]
БЗМЦ, изд.: „Егмонт България“, София (2013), прев. Емилия Л.Масларова
2. BZRK Reloaded (2013)
БЗМЦ презареждане, изд.: „Егмонт България“, София (2014), прев. Кристина Георгиева
3. BZRK Apocalypse (2014)
БЗМЦ апокалипсис, изд.: „Егмонт България“, София (2015), прев. Ангел Ангелов

### Поредица „Ева и Адам“ (Eve and Adam) – сКатрин Апългейт
- Love Sucks and Then You Die (2013) – предистория

1. Eve and Adam (2012)[1]

### Поредица „Пратеник на страха“ (Messenger of Fear)
1. Messenger of Fear (2014)[1]
2. The Tattooed Heart (2015)[3]

### Поредица „Момичето войник“ (Soldier Girl)
1. Front Lines (2016)[1]
2. Silver Stars (2017)[3]
3. Purple Hearts (2018)

- Soldier Girls in Action (2017)
- Dead of Night (2017)

### Поредица „Дейвид Митър“ (David Mitre)
1. A Sudden Death in Cyprus (2018)[1]
2. An Artful Assassin in Amsterdam (2019)[3]

### Сборници
- Modified: Cyborgs, Mutants, and Dystopia (2012) – с Ан Агире, Дженифър Албин, Катрин Апългейт, Лий Бардуго, Лиш Макбрайд, Мариса Майер и Габриел Зевин[1]